# سورن هاغن
سورن هاغن (بالدنماركية: Søren Haagen)‏ هو مدرب كرة يد ولاعب كرة يد دنماركي في مركز حارس مرمى ‏، ولد في 26 مارس 1974 في إيسبيرغ في الدنمارك. لعب مع نادي فلنسبورغ هاندفيت لكرة اليد ونادي كيل لكرة اليد.

## وصلات خارجية
- سورن هاغن على موقع الاتحاد الأوروبي لكرة اليد (الإنجليزية)
- سورن هاغن على موقع نادي كيل لكرة اليد (الألمانية)